# Kempense heidelibel
De Kempense heidelibel (Sympetrum depressiusculum) is een echte libel (Anisoptera) uit de familie van de korenbouten (Libellulidae). Het is de heidelibel met de kleinste verspreiding in Nederland.
De wetenschappelijke naam van de soort werd in 1841 als Libellula depressiuscula gepubliceerd door Edmond de Selys Longchamps.

## Kenmerken
De poten van de Kempense heidelibel zijn geheel zwart en het achterlijf is enigszins afgeplat, met aan de zijkanten een rij druppelvormige (soms driehoekige) zwarte vlekjes. Het pterostigma is groot en vrij licht, met zwarte randaders. De vleugels hebben vaak een opvallend gouden glans. Uitgekleurde mannetjes krijgen een achterlijf dat aan de bovenkant donker oranjerood is, terwijl de zijkanten vaal oranje blijven. De geïsoleerde zwarte druppelvlekjes steken duidelijk af tegen het vaal oranje. Jonge mannetjes zijn oranje, net als de vrouwtjes. Het achterlijf van het vrouwtje is minder afgeplat en verbreed dan bij het mannetje, maar met dezelfde druppelvormige vlekjes aan de zijkanten.
De lichaamslengte van volwassen dieren ligt tussen 29 en 34 millimeter.
De larve is 13–17 mm lang.

## Vliegtijd
Voor een heidelibel is de vliegtijd kort: van half juli tot begin oktober, maar vooral in augustus. Kempense heidelibellen zijn vooral 's ochtends actief en mijden het heetst van de dag. 's Avonds kunnen de dieren rustend in grote groepen worden aangetroffen in ruige vegetatie.

## Gedrag en voortplanting
Overwintering gebeurt als ei. De eieren zijn klein (0,5×0,3 mm) zonder gelomhulsel. Ze zijn eerst wit, later geel en bruin. De larven verschijnen in het voorjaar en ontwikkelen zich snel; ze leven in ondiep water tussen moerasvegetatie. In de zomer van hetzelfde jaar sluipen de imago's uit. Uitsluipen gebeurt vooral in juli en augustus. Net als bij andere heidelibellen zijn jonge Kempense heidelibellen in de wijde omgeving van het voortplantingswater te vinden in ruige vegetaties op beschutte plaatsen, waar ze jagen en geslachtsrijp worden. In de moerasvegetatie langs het water zoeken geslachtsrijpe mannetjes naar vrouwtjes om mee te paren. Het afzetten van de eitjes gebeurt in vlucht in tandempositie. Met een dippende beweging worden de eitjes afgezet in modder langs het water.

## Habitat
De habitat van de Kempense heiedelibel bestaat in Nederland uit ondiepe moerassen en brede verlandingszones van vennen en plassen. Vaak is er sprake van een kunstmatig lage waterstand in de winter, bijvoorbeeld in visvijvers. Ook in andere delen van Europa komt de soort voor op kunstmatige plaatsen, zoals rijstvelden, koelwatervijvers en droogvallende meren. Dergelijke kunstmatige biotopen waar de Kempense heidelibel van profiteert zijn in Nederland zeldzaam. Een uitbreiding van de soort ligt om die reden niet voor de hand.

## Verspreiding en voorkomen
Het verspreidingsgebied van de soort in het Palearctisch gebied loopt oostelijk tot in het oosten van Azië, met invasies tot in Japan. De soort komt niet voor in Afrika. In Centraal- en Zuidoost-Europa is het verspreidingsgebied verbrokkeld. Noordelijk komt de Kempense heidelibel voor tot in Litouwen en het noorden van Polen en Duitsland. De soort is zeer schaars aan de noordelijke en westelijke rand van het areaal, waartoe ook Nederland en België behoren. In Nederland komt de soort met name in en rond de Kempen en de Weerribben voor. Net over de grens in Vlaanderen ligt een vrij grote populatie. Een groot deel van de Nederlandse waarnemingen heeft waarschijnlijk betrekking op zwervers uit deze Belgische populatie. In Nederland zijn slechts enkele voortplantingsplaatsen bekend, die meestal van korte duur bleken te zijn.

## Verwante en gelijkende soorten
Verwarring in het volwassen stadium komt het meest voor met de bloedrode heidelibel (Sympetrum sanguineum), omdat die soort ook geheel zwarte poten heeft en ook vlekjes aan de zijkanten van het achterlijf. Deze vlekjes zijn bij de bloedrode heidelibel echter variabel van vorm (zelden druppelvormig) en vaak verbonden met zwarte streepjes langs de onderzijde van het achterlijf, of ze vormen een doorlopende zwarte zijstreep. Bij de Kempense heidelibel gaat het echt om geïsoleerde druppelvormige vlekjes, alleen omgeven door oranje of rood. Verder hebben mannetjes bloedrode heidelibellen niet de typische afgeplatte, elliptische vorm van het achterlijf: het achterlijf is meer rolrond met een knotsvormige verbreding aan het uiteinde. De zijkanten van het achterlijf zijn bij uitgekleurde mannetjes bloedrode heidelibel rood, in plaats van vaal oranje.
Verwarring in het larvestadium is mogelijk met de bandheidelibel (Sympetrum pedemontanum) die ook sterk ontwikkelde rugdoorns heeft.

## Bedreigingen en bescherming
De Kempense heidelibel is in Nederland zeer zeldzaam en stond op de Nederlandse Rode Lijst van 2004 nog vermeld als "gevoelig". Op de lijst van 2015 is de status veranderd in ernstig bedreigd. De soort is nog niet beoordeeld op de Rode Lijst van de IUCN.